# Odair Miguel Gonsalves dos Santos
Odair Miguel Gonsalves dos Santos CM (* 2. September 1965 in Irati, Paraná) ist ein brasilianischer römisch-katholischer Ordensgeistlicher und Weihbischof in Porto Alegre.

## Leben
Odair Miguel Gonsalves dos Santos trat der Ordensgemeinschaft der Lazaristen bei und absolvierte 1992 ein theologisches Propädeutikum am propädeutischen Seminar in Colombo. Von 1993 bis 1995 studierte er Philosophie am philosophischen Institut der Lazaristen und von 1997 bis 2000 Katholische Theologie an der Pontifícia Faculdade de Teologia Nossa Senhora da Assunção in São Paulo. 1997 erlangte er an der Universidade São Francisco (USF) in São Paulo ein Lizenziat im Fach Philosophie. Er legte am 27. April 2000 die ewige Profess ab und empfing am 16. Dezember desselben Jahres in Irati durch den Bischof von Ponta Grossa, João Braz de Aviz, das Sakrament der Priesterweihe.
Nach der Priesterweihe war Odair Miguel Gonsalves dos Santos zunächst als Subregens des philosophischen Priesterseminars in Curitiba tätig, bevor er von 2001 bis 2005 für die Berufungspastoral der Lazaristen in der Ordensprovinz Curitiba verantwortlich war. Anschließend war er sechs Jahre Spiritual der Genossenschaft der Töchter der christlichen Liebe vom heiligen Vinzenz von Paul in der Ordensprovinz Curitiba. Zudem gehörte er von 2005 bis 2008 dem Provinzialrat der südbrasilianischen Ordensprovinz seiner Ordensgemeinschaft an. Von 2010 bis 2013 wirkte er als Provinzialassistent und von 2011 bis 2016 als Pfarrer der Pfarrei Sant’Ana in Curitiba. Ab 2016 war Odair Miguel Gonsalves dos Santos Provinzial der Ordensprovinz Curitiba. Später wurde er zusätzlich Pfarradministrator der Pfarrei São Vicente de Paulo in Curitiba. Darüber hinaus leitete er von 2017 bis 2022 die Conferência Latino Americana das Províncias Vicentinas (CLAPVI). Am 25. Mai 2023 wurde Odair Miguel Gonsalves dos Santos zum Generalassistenten der Lazaristen berufen, trat das Amt aber aufgrund seiner Ernennung zum Bischof nicht mehr an.
Am 20. September 2023 ernannte ihn Papst Franziskus zum Titularbischof von Cenae und zum Weihbischof in Porto Alegre. Der Erzbischof von Porto Alegre, Jaime Spengler OFM, spendete ihm am 8. Dezember desselben Jahres in der Kirche São Miguel in Irati die Bischofsweihe; Mitkonsekratoren waren der Bischof von Caraguatatuba, José Carlos Chacorowski CM, und der Bischof von Ponta Grossa, Sérgio Arthur Braschi. Sein Wahlspruch Per caritatem servire („In Liebe dienen“) stammt aus Gal 5,13 .